# JR西日本カスタマーリレーションズ
株式会社JR西日本カスタマーリレーションズ（ジェイアールにしにほんカスタマーリレーションズ、英: JR West Customer Relations Co.,Ltd.）は、兵庫県尼崎市に本社を置く西日本旅客鉄道(JR西日本)の子会社。

## 事業内容
- コールセンター運営及びテレマーケティングに関する受託業務
- 教育、研修、コンサルティング業務及び市場調査・分析

## 事業所

### 本社
- 兵庫県尼崎市潮江一丁目2番12号

## 沿革
- 2009年（平成21年）8月3日 - 設立。
- 2010年（平成22年）4月1日 - 尼崎事業部営業開始。
- 2011年（平成23年）4月1日 - 神戸事業部営業開始。
- 2017年（平成29年）6年8日 - 広島事業部 営業開始

## 労働組合
- JR西日本カスタマーリレーションズ労働組合（JR西日本グループ労働組合連合会）